# Eilema microxantha
Eilema microxantha là một loài bướm đêm thuộc phân họ Arctiinae, họ Erebidae.